# 布良斯克戰役
布良斯克戰役（1941年10月2日至21日）是二次世界大戰期間在布良斯克州進行為期20天的戰鬥，是莫斯科戰役的組成部分。 基輔戰役後，海因茨·古德里安發動了出人意料的進攻，幾乎沒有人員傷亡下，佔領了布良斯克和奧廖爾，從而包圍了蘇聯第13和第3軍團。另外蘇聯第50軍團被布良斯克以北的德國第2軍團之步兵包圍。但是被包圍的紅軍部隊繼續戰鬥，蘇軍以這三支集團軍每支損失70%～90%的代價，迫使德軍對莫斯科的進攻推遲了兩個星期。這種拖延，以及德國國防軍清理口袋所造成的人員傷亡，導致德國在莫斯科大門口崩潰。另請參閱：維亞茲馬與布良斯克口袋。由於這場戰爭，德軍佔領了布良斯克，直到1943年9月斯摩棱斯克戰役中被紅軍將其驅逐出為止。
在戰役中參戰的米哈伊爾·季莫費耶維奇·卡拉什尼科夫從戰鬥中受傷中恢復過來時，開始研究一款槍支，即未來的AK-47。

## 背景和規劃
在斯摩棱斯克口袋的西部方面軍被成功包圍之後，中央集團軍的坦克被命令停止前進以待步兵部隊趕上並清理口袋。在北部更遠的地方，北方集團軍在向列寧格勒進攻的行動中陷入僵局，南方集團軍正全力攻取基輔。為了確保中央集團軍的側翼安全，希特勒下令將第3裝甲軍團改道向北，將第2裝甲軍團改道以南。  中央集團軍的步兵部隊， 第4及第9軍團被命令停止前進以待側翼鞏固。
在進攻中，紅軍最高指揮部下令在斯摩棱斯克和布良斯克周圍的紅軍編隊對中央集團軍進行正面攻擊，以迫使德軍放棄對莫斯科的進攻。  進攻是在惡劣的地形上對防禦力強的部隊開展的，幾乎所有的災難都是嚴重削弱了防守莫斯科紅軍部隊防的禦能力。

## 行動
1941年9月，由約阿希姆·萊梅爾森中將指揮的德軍第47裝甲軍朝莫斯科西南地區前進並越過傑斯納河。在突破性進攻中，德軍於9月30日包圍蘇聯第50軍團並突破了布良斯克防線。這導致在第50和第13軍團之間的防線被突破。布良斯克方面軍司令安德烈·伊萬諾維奇·葉廖緬科採取了縱深防禦策略，該方面軍的預備隊由2個步兵師、1個坦克師和1個坦克旅組成，被集中在布良斯克地區。但是，在行動過程中，第47裝甲軍的部隊佔領了卡拉齊夫，並於10月6日向城市東部進發，同時試圖與來自相反方向的第43軍會師。
這迫使紅軍的第50和第13軍團以及安德烈·葉廖緬科的行動小組撒退以避免被包圍。因此，布良斯克沒有進行重大戰鬥就被放棄。無論如何，這座城市遭受了重砲和空襲，摧毀了布良斯克的大部分地區。
作為奧廖爾-布良斯克防禦行動（1941年9月30日至1941年10月23日）的一部分，紅軍在城市及其周圍地區共有80,000多人陣亡，約4062名士兵受傷並住院。  另有50,000人被俘，而第47裝甲軍則轉向另一目標奧廖爾。

## 結果
由於古德里安部隊的包圍，德國人摧毀了保衛莫斯科以南的紅軍，為通往圖拉開闢了道路。圖拉位於莫斯科以南的公路和鐵路網的中心，攻佔該城對進攻莫斯科至關重要。在布良斯克方面軍被包圍之後，古德里安比最近的紅軍編隊更靠近圖拉。但是，肅清口袋的延誤為蘇聯最高統帥部爭取了寶貴的時間向莫斯科以南的派出了增援部隊，以穩定了前線。當古德里安恢復進攻時，他的部隊沒有佔領圖拉，而是選擇繞過這座城市。這給莫斯科前線的其餘部分帶來了嚴重的後勤限制。當斯大林在12月下令從莫斯科發動反擊時，紅軍對圖拉的控制迫使古德里安違反了希特勒的直接命令，從莫斯科撤出了第2裝甲軍團。因此，古德里安於1942年1月被撤職。為了表彰其堅定的立場，圖拉在1976年被授予英雄城市頭銜。

## 外部連結
- Weapon changed pattern of modern war reprint of article at Infoshop News (The Record)
- Orel-Bryansk defence operation 1941
- 9.Armee-Oberkommando （页面存档备份，存于） supplemental timeline information from Feldgrau.com